# Titouan Lamazou
Pour les articles homonymes, voir Lamazou.
Titouan Lamazou est un navigateur, artiste et écrivain français, né Antoine Lamazou le 11 juillet 1955 à Casablanca (alors au sein du protectorat français au Maroc).
Après un passage aux Beaux-Arts, il prend le large à 18 ans. C’est grâce à ses voyages que Titouan réalise ses premiers ouvrages en 1982. Sa rencontre avec Éric Tabarly le conduit à poursuivre son parcours maritime jusqu’à la victoire dans le premier Vendée Globe en 1990 et au titre de champion du monde de course au large en 1991.
Nommé « Artiste de l'UNESCO pour la Paix » en 2003, il réalise de nombreux portraits de femmes entre 2001 et 2007 pour son projet Zoé-Zoé, Femmes du Monde. Depuis, il s'engage activement auprès d'associations caritatives pour la défense des droits des femmes et des enfants dans le monde.

## Biographie
Né Antoine Lamazou, il prend officiellement le nom de Titouan Lamazou en 1986.
Son père, ingénieur et dirigeant d'entreprise du secteur pétrolier, est amené à s'expatrier. C'est dans le cadre de ces pérégrinations que le jeune Antoine naît à Casablanca, au Maroc (alors protectorat français). Revenue en France, la famille s'installe à Buros, dans la banlieue nord de Pau, commune située à une dizaine de kilomètres d'Astis qui fut le berceau de sa famille paternelle, d'origine béarnaise. Les Lamazou donnèrent d'ailleurs quatre maires à cette commune, dont l'arrière-grand-père et le grand-père du futur navigateur.
Après avoir poursuivi des études à Pau, d'abord au Collège Jeanne-d'Albret, puis au lycée Louis-Barthou, Titouan décide de suivre des études artistiques entre 1971 et 1974 à l'École des Beaux-Arts de Luminy à Marseille, où il a pour professeur le peintre et navigateur Yvon Le Corre, avant d'intégrer l'école des Beaux-Arts à Aix-en-Provence. La passion du dessin de voyage, transmise par Yvon Le Corre, et celle de la voile, amènent Titouan à vouloir réaliser à son tour un carnet de voyage et à choisir le bateau comme mode d'itinérance autour du monde en proposant ses services d’équipier. C’est ainsi qu'âgé d'à peine 20 ans il réalise sa première traversée de l'océan Atlantique, fait du cabotage dans la mer des Caraïbes et réalise les Carnets antillais.
En 1976, il rencontre Éric Tabarly, dont il sera pendant deux ans l’équipier sur Pen Duick VI et avec lequel il fera le tour du monde. Il l'accompagne en particulier pour une traversée de 6 mois entre Los Angeles et Auckland avec étapes sur de nombreuses iles de Polynésie durant laquelle Tabarly rédige son Guide de la manœuvre, qu'il demande à Titouan Lamazou d'illustrer avec ses dessins didactiques. En 1978, il réalise les carnets Les Goélettes d'Amérique, sur la côte Nord-Est des États-Unis et du Canada.
En 1982, Titouan et sa compagne Karin Huet s'installent durant un an dans la vallée des Aït Bouguemez et sillonnent à dos de mulet cette vallée du Haut-Atlas marocain. Il montre la valeur du patrimoine local par ses peintures et dessins représentant la vie quotidienne et l'architecture des villages de la vallée. Ils en ramèneront deux ouvrages illustrés, Sous les toits de terre et Un hiver berbère. De l’union du couple naît Zoé en 1983.
À partir de 1996, Titouan se consacre à l'écriture et à la peinture. En 1998, lors d’une exposition au Musée des arts décoratifs de Paris, il dévoile pour la première fois son projet de résidence artistique itinérante, le « Bateau-atelier ».

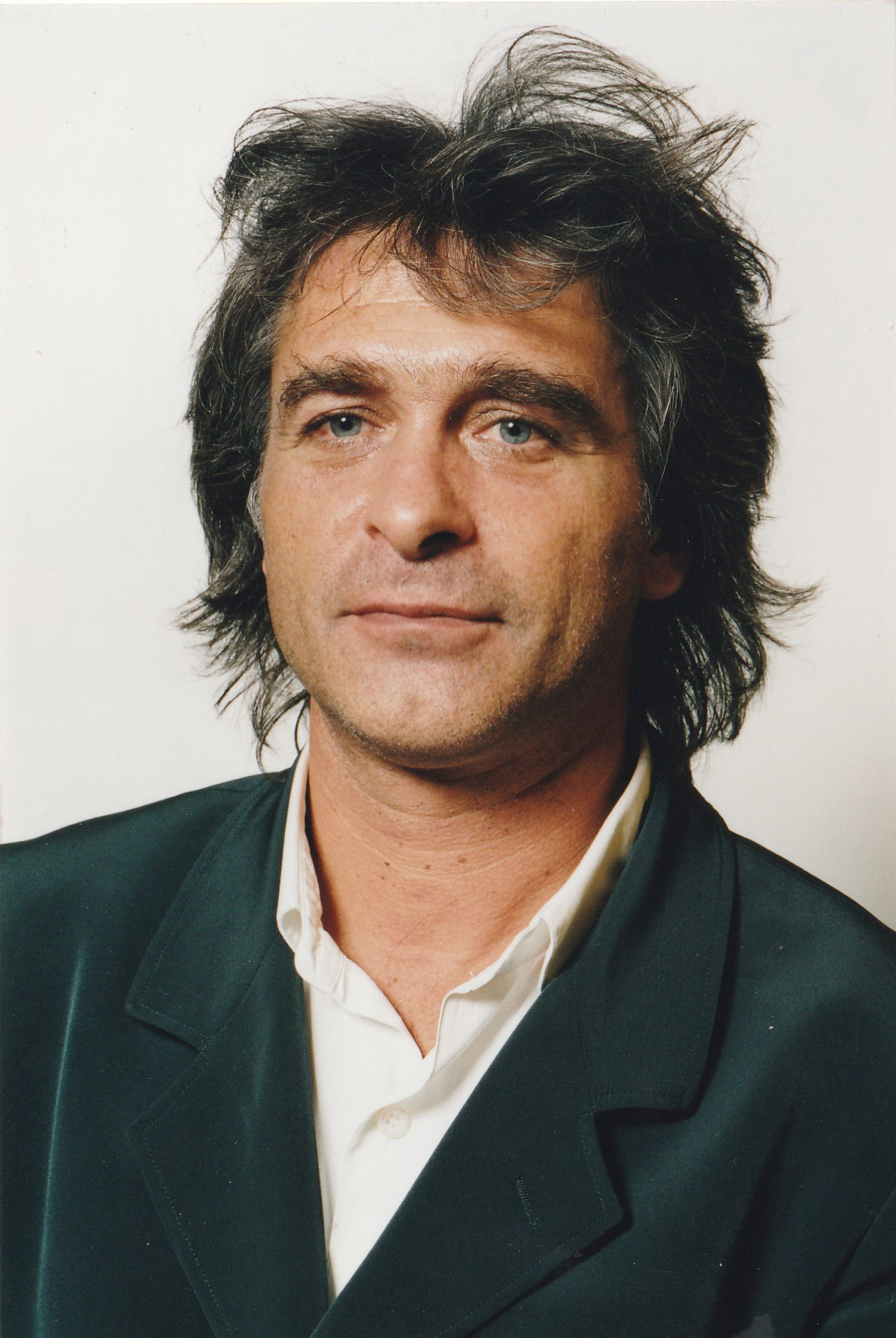
Titouan Lamazou au Festival international de géographie en 2001.

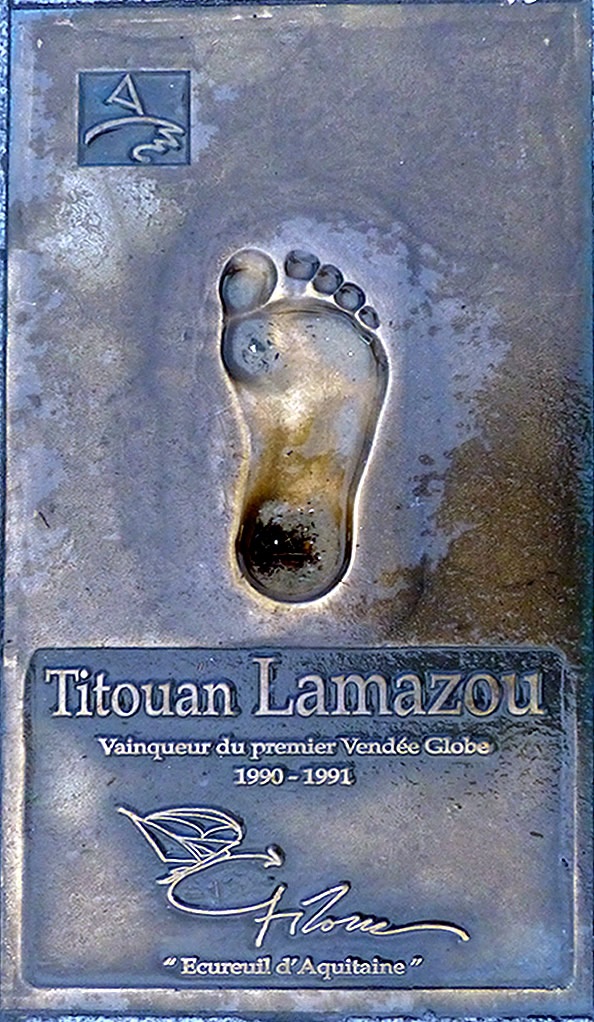
Moulage de plomb mis en œuvre par Jacques Aulonié de l'empreinte de Titouan Lamazou, sur la jetée Thiers à Arcachon.

Vingt ans plus tard, après avoir remporté le titre de champion du monde de course au large, il retrouve sa première vocation d’artiste, publie de nombreux ouvrages, avant de se consacrer au projet Zoé-Zoé, Femmes du Monde, sur lequel il travaille depuis 2001. Il entend, par ce travail, promouvoir l’autonomie des femmes et l’égalité entre les sexes. À ce titre, il a été nommé artiste pour la paix de l'UNESCO en 2003, en reconnaissance « de son engagement personnel et en sa qualité de peintre, d’écrivain et de photographe en faveur de la promotion des femmes et de l’affirmation de leurs droits »[réf. nécessaire].
En 2008, Titouan crée l'association à but non lucratif « Lysistrata », afin de prolonger son combat pour la défense des droits des femmes.
En cours de développement, le projet « Bateau-atelier » s'inscrit dans le sillage des engagements soutenus de Titouan, de sa recherche d'excellence, et propose un nouveau chapitre axé sur la culture, l'éducation et l'environnement – qui s'adresse cette fois-ci aux jeunes. La construction de ce catamaran de 28 mètres, entièrement conçu en utilisant des technologies d'énergies renouvelables, débute au printemps 2017 dans le bassin d'Arcachon,.
En février 2000, il a un fils prénommé Loup, né de son union avec l'actrice-réalisatrice Géraldine Danon.
En octobre 2021, il publie un livre avec sa fille intitulé Escales en Polynésie.

## Navigateur professionnel
En 1986, il équipe son premier navire, Écureuil d'Aquitaine, et participe à toutes les épreuves du circuit international des courses au large : le BOC Challenge, la Québec-St. Malo, la C-Star, etc. En 1990, il remporte sur Écureuil d'Aquitaine II la première édition du Vendée Globe, première course autour du monde en solitaire sans escale. Ce succès est suivi par la victoire en monocoque dans la Route du Rhum la même année.
Titouan est sacré Champion du Monde de course au large pour la période 1986-1990. En 1991, il fonde, avec Florence Arthaud, le trophée Jules-Verne, première course sans limite de taille pour les navires, et lance la construction de Tag Heuer, le plus grand monocoque de course jamais réalisé en matériaux composites. La goélette de 43,60 mètres de long subit des dégâts importants lors de sa première sortie, le 27 mars 1993. Elle ne participera jamais à une course. Ce projet est le dernier de la carrière de navigateur de Titouan.

## Publications
- Guide de la manoeuvre, texte Eric Tabarly, dessins Titouan Lamazou, éditions du Pen Duick, 1978, Réédition Gallimard, 2017
- Un hiver berbère, avec Karin Huet, éditions Jeanne Lafitte, 1990.
- Sous les toits de terre, avec Karin Huet, éditions Faucompret, 1997
- Carnets de voyage 1 Égypte, Cuba, Bénin, Grèce, Japon, éditions Gallimard, 1998
- Carnets de voyage 2 Haïti, Mali, Colombie, Russie, Indonésie, éditions Gallimard, 2000
- Rêves de désert avec Raymond Depardon, éditions Gallimard, 2000
- Congo Kinshasa, éditions Gallimard, 2001
- Renaud par Titouan, éditions Gallimard, 2002
- Nos marins, préface de Jean-François Deniau de l'Académie française, co-illustré avec Michel Bez, éditions Équateurs, 2005
- Femmes du Monde, éditions Gallimard 2007
- Mulheres, éditions Gallimard, 2008
- Afghanes, éditions Gallimard, 2009
- Sauf ma mère, avec Michel Onfray, Gallimard, 2010
- Ténèbres au paradis, éditions Gallimard, 2011
- Onze Lunes au Maroc, avec Karin Huet, éditions Gallimard et Malika éditions, 2012
- Titouan Lamazou, Peintures, éditions Gallimard, 2013
- Titouan Lamazou, Photographies, éditions Gallimard, 2013
- Retour à Tombouctou, éditions Gallimard, 2015
- Œuvres vagabondes, 1965-2015 présenté par Jean de Loisy, éditions Gallimard, 2016
- L'Errance et le divers, le bateau atelier de Titouan Lamazou, éditions Gallimard, 2018  (ISBN 9782742455928)
- Titouan et Zoé Lamazou, Escales en Polynésie, Tahiti, Au Vent Des Îles, octobre 2021, 290 p. (ISBN 978-2-36734-414-0, présentation en ligne).
- Titouan Lamazou, Sous les étoiles, éditions Gallimard Loisirs, 2024

## Expositions
- [1998] Compositions de voyage, Musée des arts décoratifs (Palais du Louvre), Paris[8] ;
- [2000] Désert, Fondation Cartier pour l'art contemporain, Paris ;
- [2005] Femmes d’Indonésie, Galerie Nationale de Jakarta ;
- [2007-2008] Zoé Zoé, Femmes du Monde, Musée de l'Homme, Paris ;
- [2009] Mulheres do Planeta, OCA Ibirapuera, São Paulo, Brésil ;
- [2011] Femmes du monde, Musée des beaux-arts, Pau, en mars ;
- [2019] Œuvres vagabondes, Maison des douanes, Saint-Palais-sur-Mer, du 6 avril au 3 novembre ;
- [2019] Titouan Lamazou, fraternel aventurier des arts et des Ailleurs du monde, Musée Baron-Martin, Gray, Haute-Saône, du 29 juin au 15 septembre.

- [2024-2025]  Titouan Lamazou. Sous les étoiles, MASC (Musée d'Art moderne & contemporain), Sables d'Olonne,du 20 octobre 2024 au 2 mars[17].

## Distinctions
- [1990]  Prix André de Saint-Sauveur de l'Académie des sports ;
- [1991]  Chevalier de l'ordre du Mérite maritime[4] ;
- [2003] Peintre officiel de la Marine, Écrivain de Marine et Artiste pour la paix de l'UNESCO[4] ;
- [2017]  Chevalier de la Légion d'honneur, le 14 avril[18].